# Derventa
Derventa (în sârbă Дервента) este un oraș și o comună situate în Republika Srpska, o entitate din statul modern Bosnia și Herțegovina. Este situat în regiunea Posavina, la nord-vest de Doboj. În 2013, orașul avea o populație de 11.631 locuitori, în timp ce comuna ave o populație de 27.404 de locuitori.

## Geografie
Comuna Derventa se învecinează cu Brod, Modriča, Doboj, Stanari, Prnjavor și Srbac, precum și cu Croația peste râul Sava. Are o suprafață de 517 kilometri pătrați (200 mi2) și include 57 de sate pe lângă orașul Derventa. 
Orașul Derventa se află pe râul Ukrina, iar drumurile duc de la el către Brod, Kotorsko (Doboj), Prnjavor (Banja Luka) și Srbac. 
Orașul are o suburbie denumită Derventski Lug, care a crescut substanțial în ultimii ani din cauza creșterii comunei. 

## Istorie
Din 1929 până în 1939, Derventa a făcut parte din Banovina Vrbas și din 1939 până în 1941 din Banovina Croației în cadrul Regatului Iugoslaviei. 
Înainte de războiul din Bosnia, în Derventa exista o populație semnificativă de etnici croați, în timp ce majoritatea erau bosniaci. Când a început războiul, unii dintre sârbii proeminenți din oraș au ocupat anumite poziții de putere. În timpul războiului, principalele facțiuni de luptă au fost HVO (Hrvatsko vijeće obrane, Consiliul Croat de Apărare) și VRS (Vojska Republike Srpske, Armata Republicii Srpska), cu unele unități ale ARBiH (Armija Republike Bosne i Hercegovine) participând la conflict. Consiliul Croat de Apărare a pierdut controlul asupra Derventa după Operațiunea Coridor 1992 a Armatei Republicii Srpska și au fost împinși spre nord, iar ca urmare a bătăliei, majoritatea croaților și bosniacilor au fost curățați etnic din zonă, iar refugiații sârbi din regiunile afectate de război atât din Croația cât și Serbia s-au stabilit în scurt timp în oraș.  
După Acordul de la Dayton din 1995, unii refugiați bosniaci și croați s-au întors la Derventa. 

## Așezări
În afară de orașul Derventa, comuna cuprinde următoarele localități: 
- Agići
- Begluci
- Bijelo Brdo
- Bosanski Dubočac
- Brezici
- Bukovac
- Bukovica Mala
- Bukovica Velika
- Bunar
- Cerani
- Crnča
- Dažnica
- Donja Bišnja
- Donja Lupljanica
- Donji Detlak
- Donji Višnjik
- Drijen
- Gornja Bišnja
- Gornja Lupljanica
- Gornji Božinci
- Gornji Detlak
- Gornji Višnjik
- Gradac
- Gradina
- Kalenderovci Donji
- Kalenderovci Gornji
- Kostreš
- Kovačevci
- Kulina
- Kuljenovci
- Derventski Lug
- Lužani
- Lužani Bosanski
- Lužani Novi
- Mala Sočanica
- Mišinci
- Miškovci
- Modran
- Osinja
- Osojci
- Pjevalovac
- Pojezna
- Poljari
- Polje
- Rapćani
- Stanići
- Šušnjari
- Tetima
- Trstenci
- Tunjestala
- Velika
- Velika Sočanica
- Vrhovi
- Zelenike
- Žeravac i Živinice

## Date demografice

### Populație
| Populația așezărilor – comuna Derventa | Populația așezărilor – comuna Derventa | Populația așezărilor – comuna Derventa | Populația așezărilor – comuna Derventa | Populația așezărilor – comuna Derventa | Populația așezărilor – comuna Derventa | Populația așezărilor – comuna Derventa | Populația așezărilor – comuna Derventa | Populația așezărilor – comuna Derventa |
| -------------------------------------- | -------------------------------------- | -------------------------------------- | -------------------------------------- | -------------------------------------- | -------------------------------------- | -------------------------------------- | -------------------------------------- | -------------------------------------- |
|                                        | Localitate                             | 1948.                                  | 1953.                                  | 1961.                                  | 1971.                                  | 1981.                                  | 1991.                                  | 2013.                                  |
|                                        | Total                                  | 43,787                                 | 53,592                                 |                                        | 56,141                                 | 57,010                                 | 56,489                                 | 27,404                                 |
| 1                                      | Cerani                                 |                                        |                                        |                                        |                                        |                                        | 1,905                                  | 1,028                                  |
| 2                                      | Crnča                                  |                                        |                                        |                                        |                                        |                                        | 1,019                                  | 684                                    |
| 3                                      | Derventa                               | 9,098                                  | 9,133                                  | 9,843                                  | 11,824                                 | 14,357                                 | 17,748                                 | 11,631                                 |
| 4                                      | Donja Lupljanica                       |                                        |                                        |                                        |                                        |                                        | 1,271                                  | 705                                    |
| 5                                      | Donji Detlak                           |                                        |                                        |                                        |                                        |                                        | 430                                    | 249                                    |
| 6                                      | Drijen                                 |                                        |                                        |                                        |                                        |                                        | 783                                    | 442                                    |
| 7                                      | Gornja Lupljanica                      |                                        |                                        |                                        |                                        |                                        | 946                                    | 329                                    |
| 8                                      | Gornji Detlak                          |                                        |                                        |                                        |                                        |                                        | 1,031                                  | 577                                    |
| 9                                      | Kalenderovci Gornji                    |                                        |                                        |                                        |                                        |                                        | 512                                    | 364                                    |
| 10                                     | Kostreš                                |                                        |                                        |                                        |                                        |                                        | 403                                    | 279                                    |
| 11                                     | Kulina                                 |                                        |                                        |                                        |                                        |                                        | 808                                    | 417                                    |
| 12                                     | Lug                                    |                                        |                                        |                                        |                                        |                                        | 1,254                                  | 1,107                                  |
| 13                                     | Lužani                                 |                                        |                                        |                                        |                                        |                                        | 356                                    | 223                                    |
| 14                                     | Lužani Bosanski                        |                                        |                                        |                                        |                                        |                                        | 786                                    | 422                                    |
| 15                                     | Mala Sočanica                          |                                        |                                        |                                        |                                        |                                        | 759                                    | 221                                    |
| 16                                     | Miškovci                               |                                        |                                        |                                        |                                        |                                        | 782                                    | 528                                    |
| 17                                     | Osinja                                 |                                        |                                        |                                        |                                        |                                        | 1,890                                  | 1,244                                  |
| 18                                     | Pojezna                                |                                        |                                        |                                        |                                        |                                        | 1,277                                  | 756                                    |
| 19                                     | Polje                                  |                                        |                                        |                                        |                                        |                                        | 1,124                                  | 369                                    |
| 20                                     | Tetima                                 |                                        |                                        |                                        |                                        |                                        | 1,164                                  | 254                                    |
| 21                                     | Trstenci                               |                                        |                                        |                                        |                                        |                                        | 894                                    | 548                                    |
| 22                                     | Velika Sočanica                        |                                        |                                        |                                        |                                        |                                        | 1,489                                  | 960                                    |
| 23                                     | Živinice                               |                                        |                                        |                                        |                                        |                                        | 1,290                                  | 269                                    |

### Compoziție etnică
|              | 2013.           | 1991.           | 1981.           | 1971.           |
| Total        | 11.631 (100,0%) | 17.748 (100,0%) | 14.357 (100,0%) | 11.824 (100,0%) |
| sârbi        | 9.667 (83,11%)  | 4.555 (25,66%)  | 2.934 (20,44%)  | 2.496 (21,11%)  |
| bosniaci     | 1.219 (10,48%)  | 5.558 (31,32%)  | 4.593 (31,99%)  | 5.065 (42,84%)  |
| croați       | 378 (3.250%)    | 4.317 (24,32%)  | 3.727 (25,96%)  | 3.439 (29,08%)  |
| Alții        | 367 (3.155%)    | 695 (3.916%)    | 242 (1.686%)    | 267 (2.258%)    |
| iugoslavi    |                 | 2.623 (14,78%)  | 2.799 (19,50%)  | 459 (3.882%)    |
| muntenegreni |                 |                 | 21 (0,146%)     | 38 (0,321%)     |
| albanezi     |                 |                 | 18 (0,125%)     | 11 (0,093%)     |
| macedoneni   |                 |                 | 12 (0,084%)     | 14 (0,118%)     |
| sloveni      |                 |                 | 9 (0,063%)      | 32 (0,271%)     |
| maghiari     |                 |                 | 2 (0,014%)      | 3 (0,025%)      |

|              | 2013.           | 1991.           | 1981.           | 1971.           |
| Total        | 27.404 (100,0%) | 56 489 (100,0%) | 57 010 (100,0%) | 56141 (100,0%)  |
| sârbi        | 22.349 (81.55%) | 22.938 (40,61%) | 22.840 (40,06%) | 23.124 (41,19%) |
| croați       | 2.573 (9.389%)  | 21.952 (38,86%) | 23.629 (41,45%) | 25.228 (44,94%) |
| bosniaci     | 1.895 (6.915%)  | 7.086 (12,54%)  | 6.034 (10,58%)  | 6.548 (11,66%)  |
| Alții        | 587 (2.142%)    | 1.165 (2.062%)  | 500 (0,877%)    | 550 (0,980%)    |
| iugoslavi    |                 | 3.348 (5.927%)  | 3.914 (6.865%)  | 575 (1.024%)    |
| muntenegreni |                 |                 | 35 (0,061%)     | 48 (0,085%)     |
| albanezi     |                 |                 | 20 (0,035%)     | 12 (0,021%)     |
| macedoneni   |                 |                 | 16 (0,028%)     | 17 (0,030%)     |
| sloveni      |                 |                 | 16 (0,028%)     | 36 (0,064%)     |
| maghiari     |                 |                 | 6 (0,011%)      | 3 (0,005%)      |

## Economie
Următorul tabel oferă o previzualizare a numărului total de persoane înregistrate angajate de persoane juridice după activitatea lor principală (în 2018):
| Activitate                                                                     | Total |
| ------------------------------------------------------------------------------ | ----- |
| Agricultură, silvicultură și pescuit                                           | 132   |
| Minerit si cariere                                                             | 5     |
| Fabricație                                                                     | 3398  |
| Alimentare cu energie electrică, gaz, abur și aer condiționat                  | 45    |
| Rezerva de apa; activități de canalizare, gestionare și remediere a deșeurilor | 104   |
| Construcție                                                                    | 227   |
| Comerț cu ridicata și cu amănuntul, reparații de autovehicule și motociclete   | 1237  |
| Transport și depozitare                                                        | 212   |
| Cazare și servicii alimentare                                                  | 227   |
| Informatie si comunicare                                                       | 45    |
| Activități financiare și de asigurare                                          | 66    |
| Activități imobiliare                                                          | 5     |
| Activități profesionale, științifice și tehnice                                | 125   |
| Activități de servicii administrative și de asistență                          | 48    |
| Administrație publică și apărare; securitate socială obligatorie               | 244   |
| Educație                                                                       | 489   |
| Sănătate umană și activități de muncă socială                                  | 187   |
| Artă, divertisment și recreere                                                 | 33    |
| Alte activități de servicii                                                    | 83    |
| Total                                                                          | 6912  |

## Sport
Cel mai popular sport din Derventa este fotbalul și orașul are o lungă tradiție fotbalistică. Primul club de fotbal din Derventa a fost format în 1919 sub numele de FK Dečko . Mai multe alte asociații sportive s-au format în Derventa înainte de izbucnirea celui de- al Doilea Război Mondial. Războiul a provocat dizolvarea tuturor cluburilor anterioare din Derventa și formarea clubului FK Tekstilac, care a fuzionat cu FK Dečko. FK Tekstilac concurează și astăzi în Prima Ligă a Republicii Srpska, iar terenul său este Gradski Stadion FK Tekstilac (Stadionul Orășenesc FK Tekstilac), care are o capacitate de aproximativ 500 de spectatori. Cea mai de succes echipă sportivă din Derventa este RK Derventa, care concurează în prezent în Prima Ligă de handbal din Bosnia și Herțegovina, care este cea mai mare divizie profesionistă de handbal național.  
Orașul Derventa este cunoscut în întreaga regiune pentru tradiția sa de excelență în handbal, creând mulți jucători extraordinari, precum și un club de succes, având în vedere că este un oraș atât de mic.

## Galerie

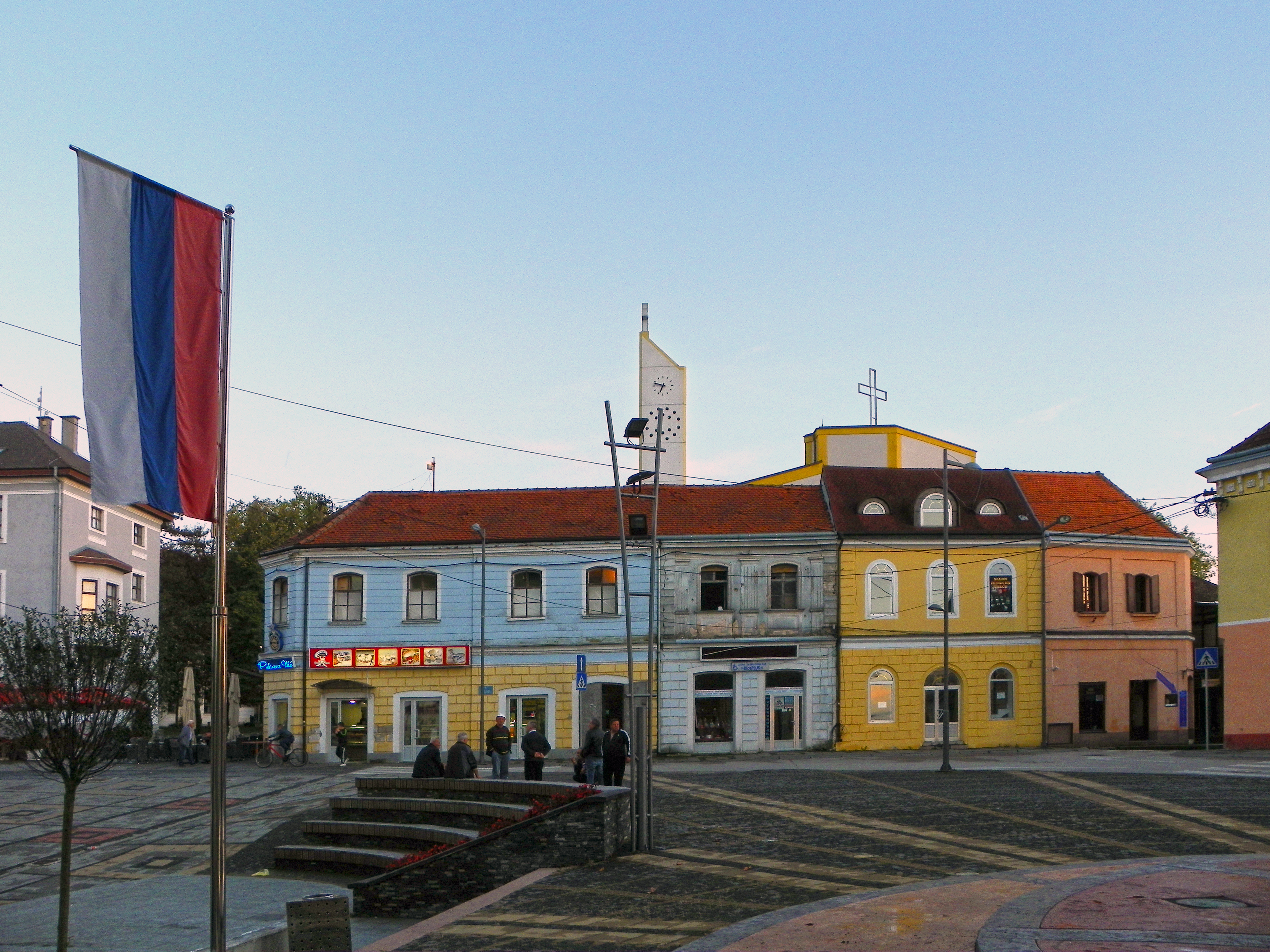
Centrul orasului
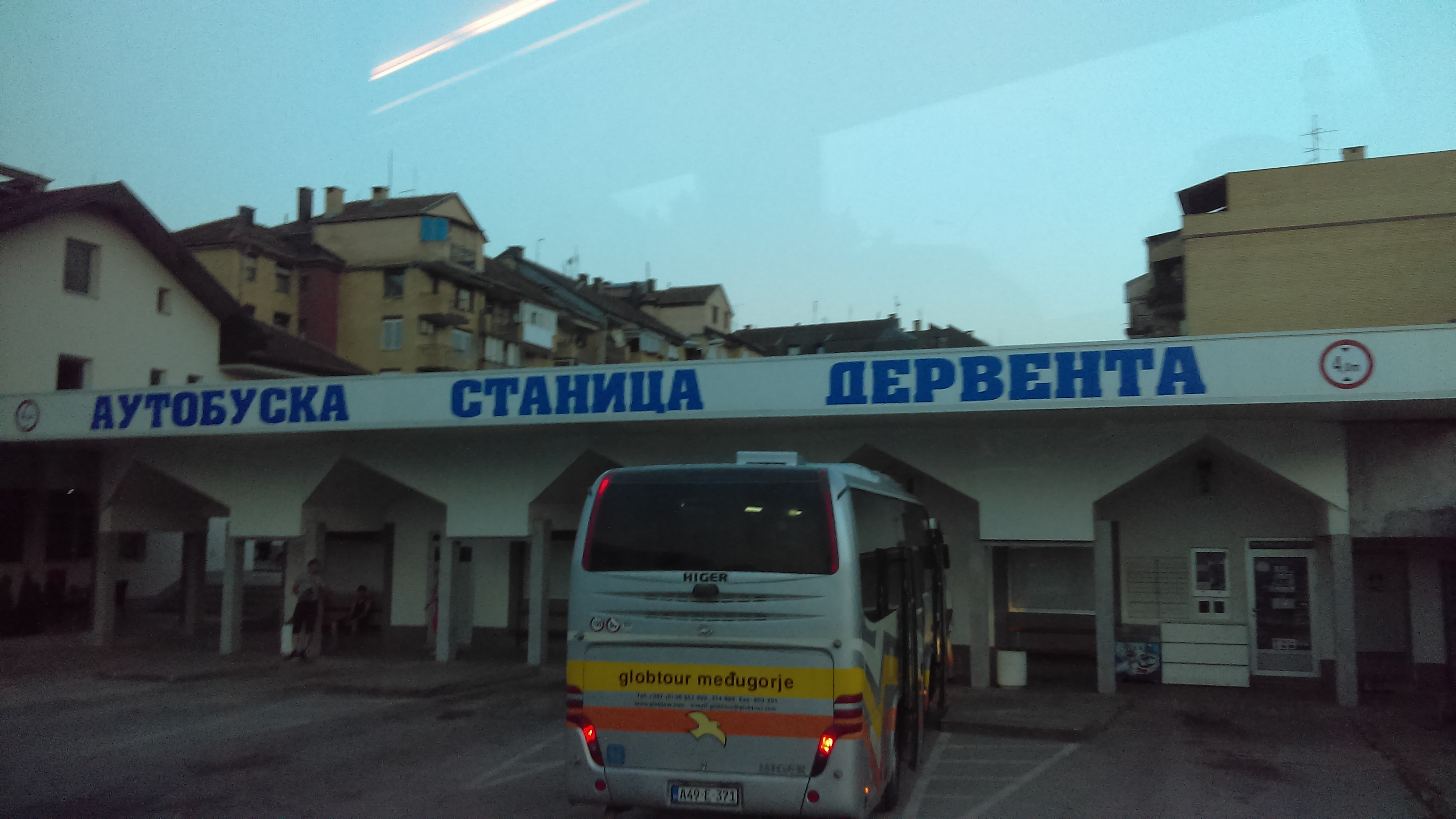
Autogara Derventa

## Oameni notabili
- Vedran Ćorluka (n. 1986), fotbalist
- Mile Kitić (n. 1952), câtărețe de muzică populară
- Dara Bubamara (n. 1976), câtărețe de muzică pop
- Miroslav Pejić (n. 1986), fotbalist
- Mario Tokić (n. 1975), fotbalist
- Ivan Martić (n. 1990), fotbalist
- Abaz Arslanagić (n. 1944), jucător de handbal și antrenor de handbal
- Muhamed Memić (n. 1960),  handbalist
- Sulejman Medenčević (n. 1963), director de imagine
- Senad Lupić (n. 1966), fotbalist
- Zoran Rankić (1935–2019), actor
- Alojz Benac (1914–1992), arheolog